# Радован Вујовић
Радован Вујовић (Титово Ужице, 8. септембар 1984) српски је позоришни, гласовни, филмски и телевизијски глумац.

## Биографија
Рођен је у Ужицу, где је одрастао уз родитеље и старијег брата Предрага. Са 17 година уписује глуму на Факултету драмских уметности у Београду. Дипломирао је 2005. године на класи проф. Биљане Машић, заједно са Николом Ракочевићем, Калином Ковачевић, Маријом Каран и Надом Мацанковић.
Након студија постаје члан позоришта Бошко Буха, а 2010. године прелази у Југословенско драмско позориште. Средином маја 2024. постао је члан драмског ансамбла Народног позоришта у Београду.
Своју прву улогу остварио је са 18 година у филму Добро позната ствар из 2002. године. Телевизијској публици најпознатији је по улози Риса из серије Војна академија, а филмској публици по улогама у филмовима Шејтанов ратник и Изгредници, за који је и добио награду Цар Константин. Посудио је глас Магарцу у српској синхронизацији филмова "Шрека".

## Награде
- Награда Цар Константин, за најбољу мушку улогу у филму Изгредници, на 53. Филмским сусретима у Нишу 2018. године
- Награда за најбољу мушку епизодну улогу, за улогу у филму Краљ Петар Први на 54. Филмским сусретима у Нишу 2019. године
- Награда публике за глумца вечери на на 54. Филмским сусретима у Нишу 2019. године
- Три годишње награде ЈДП-а, за 2009, 2011. и 2016. годину.[5][6][7]
- Награда из фонда "Дара Чаленић" за најбољег младог глумца, на Стеријином позорју 2009. године
- Награду за лепоту говора „Др Боривој Ђорђевић“.

## Филмографија
| Год.       | Назив                             | Улога                      |
| ---------- | --------------------------------- | -------------------------- |
| 2002.      | Добро позната ствар (кратки филм) | Вељко                      |
| 2006.      | Један дан у белом (кратки филм)   | Саша                       |
| 2006-2008. | Љубав, навика, паника             | Силеџија                   |
| 2006.      | Шејтанов ратник                   | Цане                       |
| 2007.      | Поглед у небо                     | Едвард Саргент (Томов син) |
| 2009.      | Наруто                            | Саске Учиха - глас         |
| 2011.      | Кориолан                          | Први чувар                 |
| 2012—2017. | Војна академија (ТВ серија)       | Радисав Рисовић Рис        |
| 2013.      | Војна академија 2                 | Радисав Рисовић Рис        |
| 2014.      | Мио&Драг                          | Адвокат                    |
| 2014.      | Ургентни центар                   | Мики                       |
| 2014.      | Комуналци                         | Гага                       |
| 2015.      | Бићемо прваци света               | Срђан Калембер             |
| 2016.      | Прваци света                      | Срђан Калембер             |
| 2016.      | Војна академија 3: Нови почетак   | Радисав Рисовић Рис        |
| 2016.      | ЗГ 80                             | Делија Аца                 |
| 2017.      | Изгредници (филм)                 | Александар                 |
| 2018.      | Пет                               | Топић                      |
| 2018.      | Краљ Петар Први: У славу Србије   | Живота                     |
| 2018.      | Корени                            | Вукашин Катић              |
| 2019.      | Краљ Петар Први (серија)          | Живота                     |
| 2019.      | Сенке над Балканом                | Павле Карађорђевић         |
| 2020.      | Јужни ветар (ТВ серија)           | Млађи инспектор Танкосић   |
| 2020.      | Име народа                        | Миша Димитријевић          |
| 2019-2020. | Државни службеник (серија)        | Бакрач                     |
| 2021.      | Дрим тим (серија)                 | Рапајић                    |
| 2021.      | Породица (мини-серија)            | Владимир Беба Поповић      |
| 2021.      | Име народа (мини-серија)          | Миша Димитријевић          |
| 2021.      | Пролећна песма                    | Марко                      |
| 2021.      | Јужни ветар 2: Убрзање            | инспектор Танкосић         |
| 2021.      | Време зла (ТВ серија)             | Иван Катић                 |
| 2022.      | Било једном у Србији              | Аћим Прокић                |
| 2022.      | Било једном у Србији (ТВ серија)  | Аћим Прокић                |
| 2023.      | Јужни ветар: На граници           | Танкосић                   |
| 2023.      | Као шећер на рану                 | Василије                   |
| 2023.      | Заштита пре свега                 | полицајац                  |
| 2023.      | Хероји Халијарда                  | Звонимир Вучковић          |
| 2023.      | Деца зла                          | Никола Бобић               |
| 2023.      | Тунел (серија)                    | Змај Срђан Станковић       |
| 2024.      | Радио Милева                      | Бели                       |
| 2024.      | V ефекат                          | инспектор Жарковић         |
| 2024.      | Ваздушни мост                     | Звонимир Вучковић          |
| 2024.      | Време смрти (ТВ серија)           | Михајло Радић              |
| 2025.      | Бунар (ТВ серија)                 | поп                        |
| 2025.      | Саучесници                        | Бранко                     |
| 2026.      | 1970 (филм)                       |                            |

## Позориште
| Тако је морало бити        |
| Тартиф                     |
| Швабица                    |
| Метаморфозе                |
| Рођени у ЈУ                |
| Михољско лето              |
| Сумњиво лице               |
| Отело                      |
| Змајеубице                 |
| Боинг-боинг                |
| Уображени болесник         |
| Пази шта желиш             |
| Ајнштајнови снови          |
| Лаза мамина маза           |
| Господар песме             |
| Успавана лепотица          |
| Развојни пут Боре Шнајдера |

## Улоге у синхронизацијама
| Година синх. | Филм/серија                                   | Лик(ови) |
| ------------ | --------------------------------------------- | --- |
| 2006.        | Легенда о Тарзану                             | Гобу, Хенри, Том Орман, Мојо |
| 2006.        | Лило и Стич: Серија                           | Господин Џејмисон (сем у С1Е7), Клајд (350), Хеклер (322) итд.                                                                  |
| 2006.        | Нове пустоловине Винија Пуа                   | додатни гласови |
| 2006.        | Пачије приче                                  | додатни гласови |
| 2006.        | Тејл спин (Лаудворкс)                         | додатни гласови |
| 2006.        | Херкул                                        | Хермес (сем у С1Е16), Дедал (С1Е32, С2Е13), Купидон, Орфеј, Ахил, Тритон                                                        |
| 2006.        | Херкул и арапска ноћ                          | Аладин |
| 2006-2009.   | Брац                                          | Камерон, Ејтан |
| 2006.        | Бидамони                                      | Греј, Абаба итд. |
| 2007.        | Брац бебе: Филм                               | Камерон, Харви |
| 2007.        | Брац: Дух из боце                             | Мект, Брус |
| 2007-2008.   | Винкс (С1-3)                                  | Ривен, Лорд Даркар, Авалон, Мајк, Радијус, Орител, Набуов отац, Енервус, старешина пегатаур; Тими (С3Е1, 3, 4, 8), Набу (С3Е18) |
| 2008.        | Брац бајке                                    | Вук, Стиви, Румпелстилскин, Ник, Рајан                                                                                          |
| 2008.        | Брац бебе спасавају Божић                     | Вилијам, Ралфи, полицајац |
| 2008.        | Југио Ге-Икс (С2)                             | Астер Феникс, Зејн Труздејл, Чамли Хафингтон, принц Оџин                                                                        |
| 2008.        | Млади мутанти нинџа корњаче: Скок у будућност | Леонардо итд. |
| 2008-2010.   | Наруто                                        | Саске Учиха, Конохамару, Гај сенсеј (Е1-104)                                                                                    |
| 2008.        | Свемирски тркачи (Alien Racers)                           | Џек |
| 2008-2010.   | Супершпијунке (С1-4)                          | Тим Скем (С3-4), Дин, Норман, Трој итд.                                                                                         |
| 2008.        | Трансформерси: Армада                         | Бредли „Ред“ Вајт |
| 2008.        | Аладин (Лаудворкс)                            | додатни гласови |
| 2008.        | Медведићи                                     | Кевин, Војвода Игторн, Вилењак снова, Тедпол, Сер Понч                                                                          |
| 2008.        | Тарзан                                        | Флинт, капетан |
| 2008.        | Тимон и Пумба (Лаудворкс)                     | додатни гласови |
| 2008.        | Чудовишта из ормара                           | Јети, Џери, Тони, Шмит, Чарли                                                                                                   |
| 2009.        | 101 далматинац: Серија                        | Роли, Водник Тиби |
| 2009.        | Покахонтас                                    | Коколум, Лон |
| 2009.        | У потрази за Немом (ТВ синх.)                 | Балон, Сидро, Тед |
| 2009.        | Херкул                                        | Киклоп, Несус, Високи Тебљанин                                                                                                  |
| 2009.        | Тим Галакси                                   | Брет, господин Ес |
| 2009.        | Трактор Том (С2)                              | Визи |
| 2010.        | Бен Тен: Ванземаљска сила                     | Бен Тенисон итд. |
| 2010.        | Шрек срећан заувек                            | Магаре |
| 2010.        | Диносаурус                                    | Аладар |
| 2013.        | Тобијев путујући циркус (Е27-52)              | Тоби, Тор итд. |
| 2014.        | Дај гол!                                      | Радован Раша Вујовић |
| 2014-2016.   | Мали принц (2010) (Студио)                    | Мали принц итд. |
| 2014.        | Повратак у Оз (2014)                          | Пуковник Пуслица, шериф |